# 弗朗西斯科·努涅斯·奧利韋拉
弗朗西斯科·努涅斯·奧利韋拉（西班牙語：Francisco Núñez Olivera，1904年12月13日—2018年1月29日），西班牙长寿男性，2017年8月11日－2018年1月29日成為在世最年長男性。

## 生平
奧利韋拉於西班牙王國埃斯特雷马杜拉巴達霍斯省比恩贝尼達出生，19歲參與里夫戰爭，亦曾投入西班牙內戰；90歲時切除了一邊腎臟，到98歲接受白內障手術。他的綽號「馬切納」（Marchena）源自歌手佩佩·马切纳，因為他的相貌與其相似。
2017年8月11日以色列超級人瑞以色列·克里斯塔爾逝世後，努涅斯成為在世最年長男性。
2018年1月29日，努涅斯辭世，享嵩壽113歲47天。日本人野中正造成為在世最年長男性。